# HNK Capljina
Pour les articles homonymes, voir HNK.
Maillots
Actualités
Dernière mise à jour : le 17 octobre 2019.
Le Hrvatski Nogometni Klub Čapljina (HNK Capljina) est un club de Bosnie-Herzégovine situé dans la ville de Čapljina. 
Le HNK Capljina est créé en 1993. Il évolue en première ligue de la fédération de Bosnie-et-Herzégovine, soit l'équivalent d'une deuxième division.